# وایرا ویکه-فریبرگا
وایرا ویکه-فریبرگا (انگلیسی: Vaira Vīķe-Freiberga؛ زادهٔ ۱ دسامبر ۱۹۳۷) یک سیاست‌مدار اهل لتونی است.